# Georg Wilhelm Brüel
Georg Wilhelm Brüel (5. april 1752 i Uslar i Hannover – 18. maj 1829 på Egelund) var en dansk forstmand.
Brüel var født 5. april 1752 i Uslar i Hannover, hvor hans fader var amtmand. Efter en omhyggelig og mangesidig uddannelse ved universitetet og i skoven kom han 1777 til Danmark, hvor han lagde plan for den preussiske minister grev Hardenbergs skove i Jylland og på Lolland, senere tillige for en stor mængde andre skove. 1788 blev han inspektør for skovanlæggene på de jyske heder, få år efter desuden for Sorø Akademis skove og de sydlige spredte statsskove; 1805 overførster på Kronborg, Frederiksborg og Hørsholm Amter, hvor han forblev til sin død, 18. maj 1829. Han blev kammerråd 1801, Ridder af Dannebrog 1809 og virkelig justitsråd 1811.
Brüel har skrevet et par forstlige afhandlinger, men sin største betydning havde han som praktisk skovbruger og embedsmand, særlig som grundlægger af vort hedeskovbrug.
Han var gift først med Mette Marie f. Budtz, datter af birkedommer Budtz på Frisenvold, siden (1796) med Maren Kirstine f. Schnabel. Fra ham nedstammer flere danske skovbrugere med navnet Brüel.